# Тайдзи
Тайдзи (яп. 太地町 Тайдзи-тё:) — посёлок в Японии, находящийся в уезде Хигасимуро префектуры Вакаяма. Площадь посёлка составляет 5,96 км², население — 3132 человека (1 августа 2014), плотность населения — 525,50 чел./км².

## Географическое положение
Посёлок расположен на острове Хонсю в префектуре Вакаяма региона Кинки. С ним граничит посёлок Натикацуура.

## Население
Население посёлка составляет 3132 человека (1 августа 2014), а плотность — 525,50 чел./км². Изменение численности населения с 1980 по 2005 годы:
| 1980 | 4539 чел. |  |
| 1985 | 4314 чел. |  |
| 1990 | 4098 чел. |  |
| 1995 | 3907 чел. |  |
| 2000 | 3777 чел. |  |
| 2005 | 3506 чел. |  |

## Символика
Цветком посёлка считается Crinum asiaticum, птицей — синий каменный дрозд.

## Известность
Посёлок стал всемирно известным после премьеры документального фильма "Бухта" режиссёра Луи Психойоса, рассказывающий о массовом истреблении дельфинов.